# Zandkreekdam

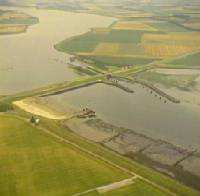
Luftbild des Zandkreekdam

Der Zandkreekdam ist ein Sekundärdamm im Rahmen der Deltawerke in den Niederlanden, Provinz Zeeland, zwischen Kats auf Noord-Beveland und Wilhelminadorp auf Zuid-Beveland. Der Damm ist 830 Meter lang.
Der Zaandkreekdam ist ein Teil des Drei-Insel-Plans aus den 1930er Jahren. Dieser Plan hatte zum Ziel, Walcheren mit Noord- und Zuid-Beveland zu verbinden. Nach der Flutkatastrophe von 1953 wurde dieser Plan in die Deltawerke übernommen und war der erste Bauabschnitt.
1959 wurde mit dem Bau begonnen. Es wurden genormte Caissons von 11 Metern Länge, 7,5 Metern Breite und 6 Metern Höhe verbaut. Am 3. Mai 1960 wurden zwei gekoppelte Caissons in die letzte Baulücke versenkt. Bei Kats wurde noch eine Schleuse für die Schifffahrt gebaut. Am 1. Oktober 1960 wurde der Damm eröffnet.
Ab dem Jahr 2000 wurde der Damm überholt und durch den Bau einer zweiten Brücke über die Schleuse dem gestiegenen Verkehr auf der N256 angepasst. 2004 wurde eine Wasseraustauschschleuse gebaut, damit wieder Seewasser in das Veerse Meer fließen kann.